# Acromyrmex striatus
Acromyrmex striatus é uma espécie de inseto do gênero Acromyrmex, pertencente à família Formicidae.